# Претель, Хесус
Хесу́с Эмануэ́ль Прете́ль Па́нта (исп. Jesús Emanuel Pretell Panta; род. 26 марта 1999, Лима) — перуанский футболист, полузащитник клуба «Спортинг Кристал».
Выступал, в частности, за клуб «Универсидад Сан-Мартин», а также национальную сборную Перу.

## Клубная карьера
Родился 26 марта 1999 года в городе Лима. Воспитанник футбольной школы клуба «Спортинг Кристал». Взрослую футбольную карьеру начал в 2018 году в основной команде клуба «Универсидад Сан-Мартин», в которой провёл один сезон на правах аренды, приняв участие в 33 матчах чемпионата. Большую часть времени, проведённого в составе «Универсидад Сан-Мартина», был основным игроком команды.
В 2019 году вернулся в состав клуба «Спортинг Кристал». По состоянию на 31 мая 2019 сыграл за команду из Лимы 10 матчей в национальном чемпионате.

## Выступления за сборные
С 2019 года привлекался в состав молодежной сборной Перу. На молодежном уровне сыграл в 4 официальных матчах.
В том же году дебютировал в официальных матчах в составе национальной сборной Перу. В 2019 году попал в заявку национальной сборной для участия в финальной стадии Кубка Америки в Бразилии.